# 2020년 하계 올림픽 모리타니 선수단
2020년 하계 올림픽 모리타니 선수단은 2021년 일본 도쿄에서 열린 2020년 하계 올림픽에 참가한 올림픽 모리타니 선수단이다.
모리타니는 2021년 7월 23일부터 8월 8일까지 도쿄에서 열린 2020년 하계 올림픽에 참가했다. 당초 2020년 7월 24일부터 8월 9일까지 열릴 예정이었으나 코로나19 범유행으로 인해 대회가 연기되었다. 이번 하계 올림픽은 1984년 첫 대회 이후 우리나라의 10번째 하계 올림픽 출전이었다. 대표단은 남자 1명과 여자 1명으로 구성된 2명의 선수로 구성되어 2개의 체육 종목에 출전했다. 단거리 선수인 아비딘 아비딘과 훌레예 바는 각각 남자 5000m와 여자 800m 종목에서 모리타니를 대표했다. 성평등을 장려하기 위한 노력의 일환으로 처음으로 올림픽에는 남성 1명, 여성 1명으로 구성된 기수 2명이 출전하는 것이 허용되었다. 아비딘과 홀레예는 개막식에서 기수로서 모리타니아 선수단을 이끌고 있다. 그러나 2023년 기준 모리타니는 아직 사상 첫 올림픽 메달을 획득하지 못했다.

## 같이 보기
- 올림픽 모리타니 선수단